# David Sousa
David Sousa Albino Nascimento (Rio de Janeiro, 4 luglio 2001) è un calciatore brasiliano, difensore dell'RWDM47.

## Caratteristiche tecniche
È un difensore centrale.

## Carriera
Cresciuto nel settore giovanile del Botafogo, ha esordito in prima squadra il 18 gennaio 2020 disputando l'incontro del Campionato Carioca perso 1-0 contro il Volta Redonda. Ha debuttato nel Brasileirão il 6 settembre 2020 entrando in campo nei minuti finali della sfida pareggiata 2-2 contro il Corinthians.

## Statistiche
Statistiche aggiornate al 14 agosto 2023.

### Presenze e reti nei club
| Stagione        | Squadra         | Campionato      | Campionato | Campionato | Coppe nazionali | Coppe nazionali | Coppe nazionali | Coppe continentali | Coppe continentali | Coppe continentali | Altre coppe | Altre coppe | Altre coppe | Totale | Totale | Totale |
| Stagione        | Squadra         | Comp            | Pres       | Reti       | Comp            | Pres            | Reti            | Comp               | Pres               | Reti               | Comp        | Pres        | Reti        | Pres   | Reti   |        |
| --------------- | --------------- | --------------- | ---------- | ---------- | --------------- | --------------- | --------------- | ------------------ | ------------------ | ------------------ | ----------- | ----------- | ----------- | ------ | ------ | ------ |
| 2020            | Botafogo        | A/RJ+A          | 2+13       | 0          | CB              | 0               | 0               |                    | -                  | -                  |             | -           | -           | 15     | 0      |        |
| 2021            | Botafogo        | A/RJ+A          | 6+0        | 1          | CB              | 1               | 0               |                    | -                  | -                  |             | -           | -           | 7      | 1      |        |
| 2021-2022       | Cercle Bruges   | PL              | 17         | 1          | CB              | 0               | 0               |                    | -                  | -                  |             | -           | -           | 17     | 1      |        |
| 2022-2023       | Cercle Bruges   | PL              | 0          | 0          | CB              | 0               | 0               |                    | -                  | -                  |             | -           | -           | 0      | 0      |        |
| Totale carriera | Totale carriera | Totale carriera | 38         | 2          |                 | 2               | 0               |                    | -                  | -                  |             | -           | -           | 40     | 2      |        |